# Tetrazole
Tetrazole, CN4H2 – heterocykliczne związki chemiczne zbudowane z pięcioczłonowego pierścienia z dwoma wiązaniami podwójnymi, zawierającego 4 atomy azotu.
W zależności od położenia wiązań podwójnych wyróżnić można trzy izomery tetrazolu:
- 1H-tetrazol
- 2H-tetrazol
- 5H-tetrazol

Dwa pierwsze z nich są związkami aromatycznymi i występują w równowadze tautomerycznej. W postaci krystalicznej i w roztworach stwierdza się obecność wyłącznie izomeru 1H, natomiast w fazie gazowej dominuje izomer 2H.

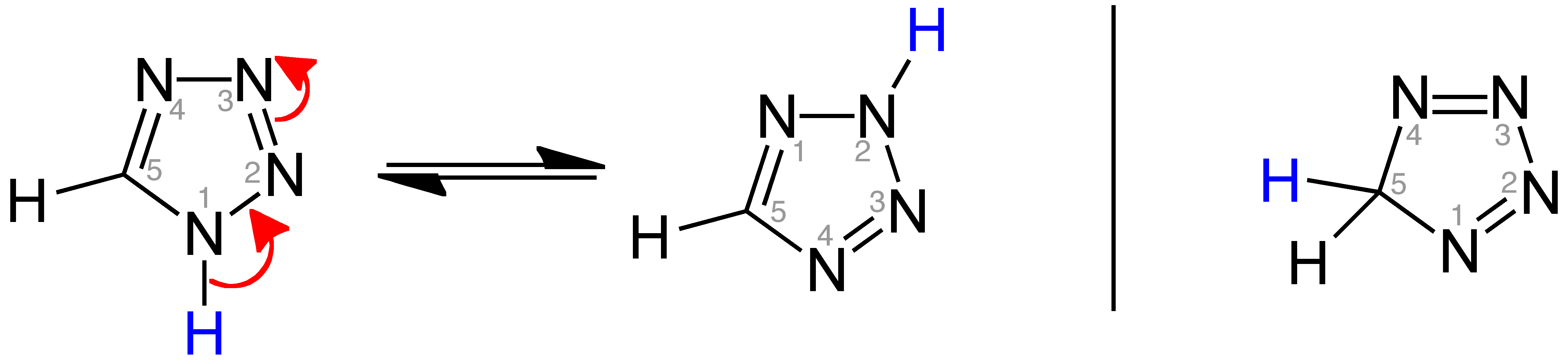
Tetrazole; po lewej 1H-tetrazol i 2H-tetrazol w równowadze tautomerycznej; po prawej 5H-tetrazol

5H-Tetrazol nie ma charakteru aromatycznego i nie jest znany.